# Гилермо Перес Ролдан
Гилермо Перес Ролдан (на испански: Guillermo Pérez Roldán) е аржентински тенисист. 

## Биография
Гилермо Перес Ролдан е роден на 20 октомври 1969 г. в Тандил, Аржентина.
Женен е за Даниела, от която има трима сина. Той твърди, че е претърпял интензивно физическо, психическо и финансово насилие по време на своята тенис кариера от своя треньор и баща Раул Перес Ролдан.
Биографичен филм базиран на живота му е режисиран от Родолфо Ламболя и е пуснат в Star network.

## Кариера
Гилермо Перес Ролдан е известен, като силен играч на клей. Той става професионалист през 1986 г. Между 1987 г. и 1993 г. печели девет титли от най-високо ниво на сингъл. Най-доброто му представяне в Големия шлем е на Откритото първенство на Франция през 1988 г., където достига до четвъртфинал, побеждавайки Алберто Мансини, Торе Майнеке, Патрик Кюнен и Стефан Едберг, победен е от Андре Агаси.
На Откритото първенство на САЩ през 1988 г. Джон Макенроу изрази възмущение от това, че е поставен по-ниско в схемата от Перес Ролдан, който все още не е спечелил мач на твърди кортове. Перес Ролдан обаче смълчава критиците, като достига по-далеч в турнира от Макенроу.
Гилермо Перес Ролдан достига най-високо класиране в ранглистата на сингъл до номер 13 в света, през 1988 г. Кариерата му е прекъсната от контузии и той се оттегля от професионалния тур през 1996 г.
Гилермо Перес Ролдан в момента е десети в списъка с най-много титли, спечелени от тийнейджъри в Оупън Ерата (пет).

## Кариерна статистика

### ATP финали (9 титли; 20 финала)
|        | П–З  | Година | Турнир                 | Клас           | Настилка | Опонент          | Резултат                     |
| ------ | ---- | ------ | ---------------------- | -------------- | -------- | ---------------- | ---------------------------- |
| Победа | 1–0  | 1987   | Баварски шампионат     | Гран При       | Клей     | Мариан Вайда     | 6–3, 7–6                     |
| Победа | 2–0  | 1987   | Атина Оупън            | Гран при       | Клей     | Торе Майнеке     | 6–2, 6–3                     |
| Загуба | 2–1  | 1987   | Нидерландия Оупън      | Гран При       | Клей     | Милослав Мечирж  | 4–6, 6–1, 3–6, 2–6           |
| Победа | 3–1  | 1987   | Аржентина Оупън        | Гран При       | Клей     | Джей Бергер      | 3–2 отказва се               |
| Победа | 4–1  | 1988   | Баварски шампионат     | Гран При       | Клей     | Йонас Свенсон    | 7–5, 6–3                     |
| Загуба | 4–2  | 1988   | Италия Оупън           | Гран При       | Клей     | Иван Лендъл      | 6–2, 4–6, 2–6, 6–4, 4–6      |
| Загуба | 4–3  | 1988   | Нидерландия Оупън      | Гран При       | Клей     | Емилио Санчес    | 3–6, 1–6, 6–3, 3–6           |
| Загуба | 4–4  | 1988   | Прага Оупън            | Гран При       | Клей     | Томас Мустер     | 4–6, 7–5, 2–6                |
| Загуба | 4–5  | 1988   | Аржентина Оупън        | Гран При       | Клей     | Хавиер Санчес    | 2–6, 6–7                     |
| Загуба | 4–6  | 1989   | Женева Оупън           | Гран При       | Клей     | Марк Росе        | 4–6, 5–7                     |
| Победа | 5–6  | 1989   | Сицилия Оупън          | Гран При       | Клей     | Паоло Кане       | 6–1, 6–4                     |
| Загуба | 5–7  | 1990   | Гран При Хасан Втори   | Световни серии | Клей     | Томас Мустер     | 1–6, 7–6(8–6), 2–6           |
| Загуба | 5–8  | 1990   | Барселона Оупън        | Шампионски     | Клей     | Андрес Гомес     | 0–6, 6–7(1–7), 6–3, 6–0, 2–6 |
| Загуба | 5–9  | 1990   | Щутгарт Оупън          | Шампионски     | Клей     | Горан Иванишевич | 7–6(7–2), 1–6, 4–6, 6–7(5–7) |
| Победа | 6–9  | 1990   | Сан Марино Оупън       | Световни серии | Клей     | Омар Кампорезе   | 6–3, 6–3                     |
| Загуба | 6–10 | 1991   | Баварски шампионат     | Световни серии | Клей     | Магнус Густафсон | 6–3, 3–6, 3–4 отказва се     |
| Победа | 7–10 | 1991   | Сан Марино Оупън       | Световни серии | Клей     | Фредерик Фонтанг | 6–3, 6–1                     |
| Победа | 8–10 | 1992   | Гран При Хасан Втори   | Световни серии | Клей     | Херман Лопес     | 2–6, 7–5, 6–3                |
| Загуба | 8–11 | 1992   | Хипо Груп Интернешънъл | Световни серии | Клей     | Андрей Медведев  | 3–6, 4–6                     |
| Победа | 9–11 | 1993   | Гран При Хасан Втори   | Световни серии | Клей     | Юнес Ел Айнауи   | 6–4, 6–3                     |